# Estaleiros Mónica
Die Estaleiros Mónica war eine portugiesische Werft in Gafanha da Nazaré/Ílhavo, die von 1887 bis 1981 bestand. Sie war im Land die renommierteste Werft für den Bau hölzerner Hochseeschiffe, insbesondere von Schonern für die Kabeljaufischer der Frota Branca.

## Geschichte

### Gründungsjahre
Gründer der Werft war der Schiffbauer José Maria Bolais Mónica, der sein Unternehmen 1887 im nordportugiesischen Ílhavo ansiedelte. Bereits zwei Jahre später, 1889, zog er mit der Werft nach Gafanha da Nazaré um. Als erster angesiedelter großer Industriebetrieb war die Werft zugleich Motor der wirtschaftlichen Entwicklung der kleinen Gemeinde. Erneut zog das Unternehmen 1911 um, diesmal nach Figueira da Foz. Der letzte Umzug erfolgte 1916, als José Maria Bolais Mónica die Werft wieder nach Gafanha da Nazaré verlegte, wo sie endgültig verblieb. Nach dem Tod von José Maria Bolais Mónica ging sie auf seine Söhne über.

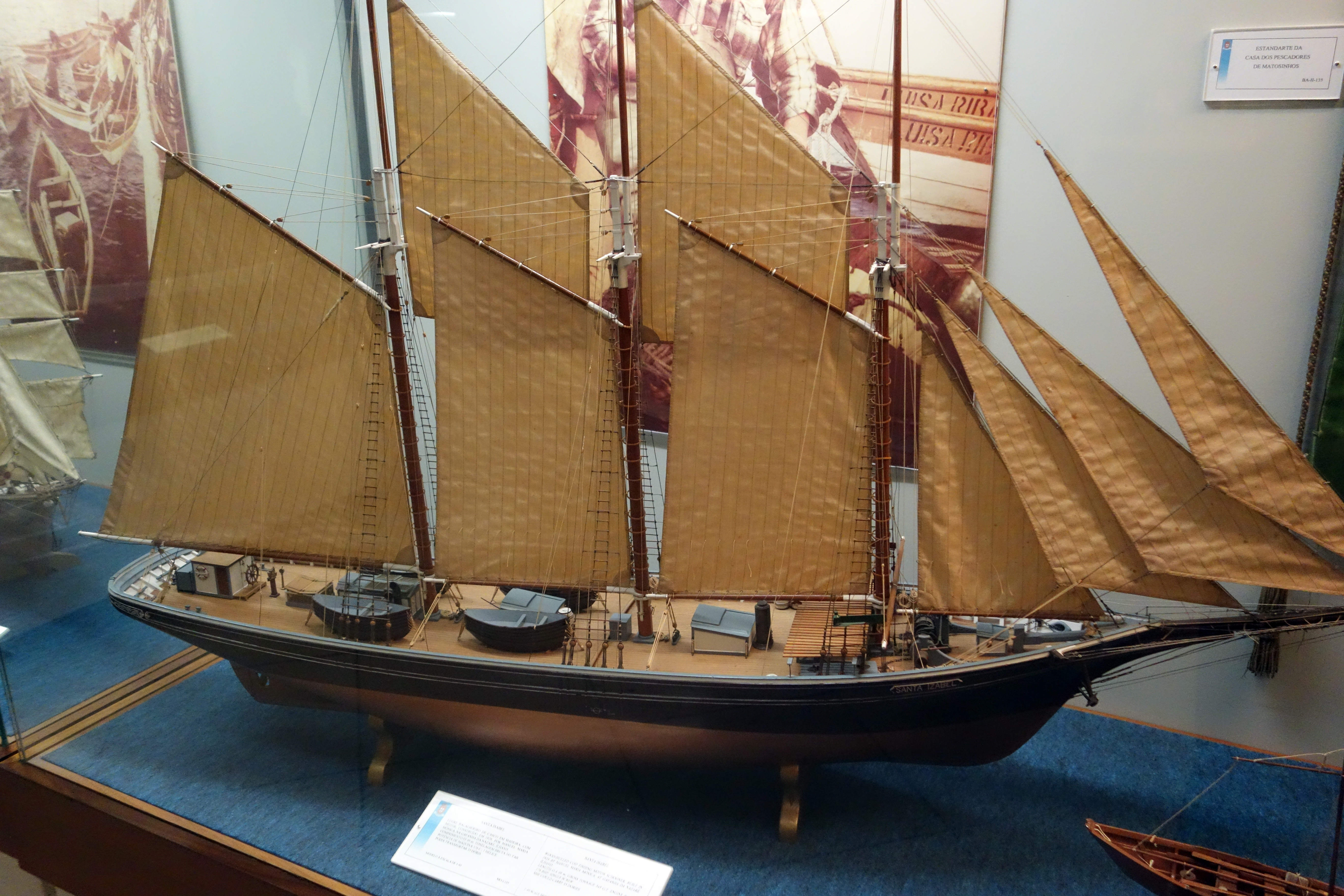
Modell des 1929 gebauten Schoners Santa Izabel im Museu de Marinha

Zum Portfolio der Werft zählten in den frühen Jahren zunächst alle Arten von Holzschiffen und -booten. Waren in der Hochseeschifffahrt bereits Stahlschiffe üblich geworden, blieben Holzboote und -schiffe in der Küstenschifffahrt länger gebräuchlich. Die Estaleiros Moníca bauten Schaluppen, Schoner, Lastkähne, Caíques und vor allem Lugger für die Fischerei. Bekanntheit erlangte die Werft durch ihre Bauten für die Hochseefischerei, die in der Fischereiwirtschaft einen guten Ruf erlangten. Nach den Einträgen in der Datenbank zur portugiesischen Kabeljaufischerei des Museu Marítimo de Ílhavo standen zunächst kleinere Zweimastschoner auf dem Programm. Die Schiffe wurden im Laufe der Jahre größer bzw. „wuchsen“ zu Dreimast- und Viermastschonern. Da in der portugiesischen Kabeljaufischerei die Langleinenfischerei üblich war, benötigten die einzelnen Schiffe Platz für die Dories und eine große Mannschaft zur Bemannung der kleinen Boote. Bereits 1912 erhielt die Werft für den Fischereischoner Golfinho landesweite Aufmerksamkeit, da er als der damals größte Fischereischoner Portugals galt.

### Estado Novo
Während der Salazar-Diktatur erlebte die Werft eine Blütezeit, als die Regierung ab 1936 die Modernisierung und Vergrößerung der portugiesischen Fischereiflotte forcierte und die Werft zahlreiche Aufträge für Neubauten erhielt. In diese Zeit fällt der Bau des Dreimastschoners Brites von 1936. Für diesen, genauer für seine Verdienste im Schiffbau, erhielt Maria Bolais Mónica am 19. April 1936 von Handelsminister Teotónio Pereira die Goldmedaille für „Industrielle und landwirtschaftliche Verdienste“.

### Zweiter Weltkrieg

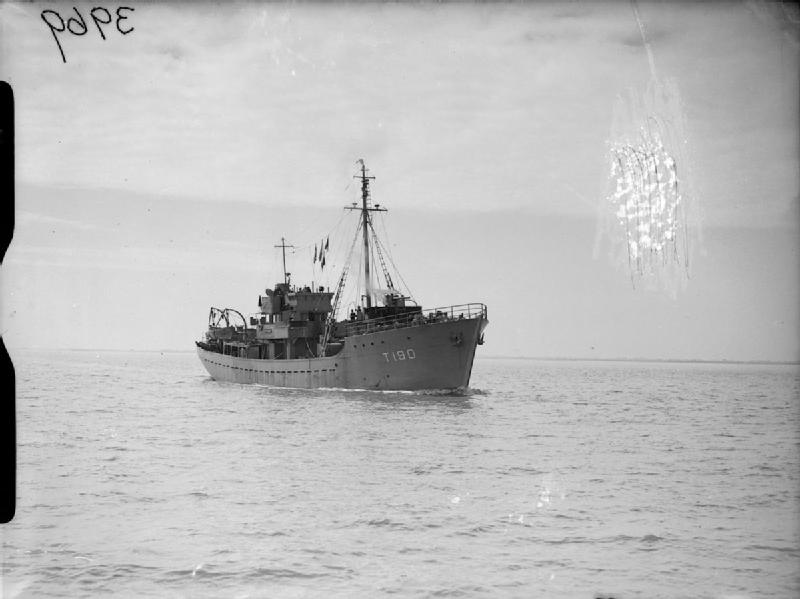
1942 für die Royal Navy gebauter Trawler HMS Prong

Im Zweiten Weltkrieg blieb Portugal neutral, neigte aber auch aufgrund der Englisch-Portugiesischen Allianz von 1373 schließlich zu Großbritannien. Auf Bestellung ziviler britischer Auftraggeber baute die Werft sechs hölzerne Trawler, die anschließend direkt von der Royal Navy übernommen wurden. Insgesamt wurden zwölf Trawler der Portugal-Klasse gebaut, von denen sechs hölzerne Trawler bei den Estaleiros Moníca und in einer zweiten Gruppe sechs stählerne Trawler gebaut wurden – davon vier auf der Marinewerft Arsenal do Alfeite und zwei bei Companhia União Fabril (CUF) in Lissabon. Das Material und die Motoren für die Trawler lieferte Großbritannien, Portugal stellte die Arbeitsleistung bereit. Die Auslieferung erfolgte in den Jahren 1942 und 1943. Die hölzernen Trawler aus Gafanha da Nazaré wurden bei der in Grimsby stationierten 127. Minesweeping Group als Minensuchboote genutzt und nach dem Krieg 1946 an zivile Eigner verkauft.

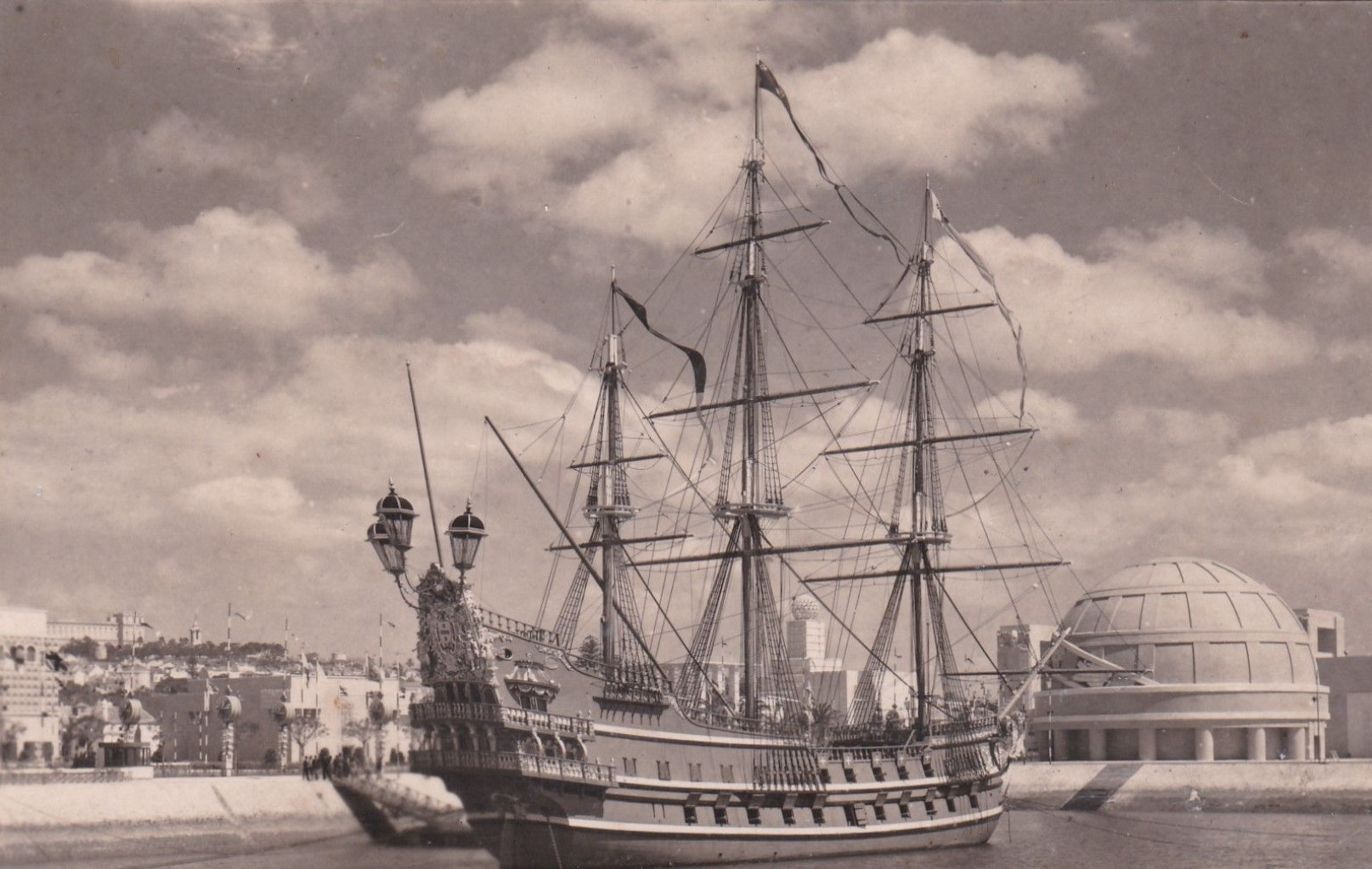
Nao Portugal auf der Exposição do Mundo Português im Jahr 1940

Bekanntheit erlangte die Werft landesweit noch einmal durch den Nachbau einer Nao des 17. Jahrhunderts für die Ausstellung der portugiesischen Welt, die in der zweiten Jahreshälfte 1940 stattfand. Das auf den Namen Portugal getaufte Schiff kenterte jedoch nach dem Stapellauf aufgrund unzureichender und zugelieferter Baupläne und wurde nach Sturmschäden noch während des Krieges zu einem Seeleichter umgebaut.
Zudem baute die Werft 1943 ihr einziges hölzernes Motor-Frachtschiff. Die Marianela hatte ein achtern angeordnetes Deckshaus über dem Maschinenraum und war mit 53,0 Metern Länge bzw. 681 BRT das größte im Land gebaute hölzerne Frachtschiff. Allerdings sank es bereits ein Jahr später aufgrund von Sturmschäden. Ebenfalls in dieser Zeit versuchte die Werft, den Bau von Stahlschiffen aufzunehmen. Genehmigungsanträge wurden jedoch abgelehnt.

### Nachkriegszeit
Ende der 1940er Jahre lief auf der Werft der Bau von Fischereischoner aus. Ab den 1950er Jahren wurden nur noch hölzerne Motorschiffe für die Langleinenfischerei gebaut. Beständig blieb bis zuletzt das Baumaterial Holz. Lediglich bei einzelnen Schiffen der letzten Jahre wurden auch Kompositbauten in Kombination von Holz- und Stahlbauweise angewandt. Gleichzeitig verringerte sich die Nachfrage nach hölzernen Schiffen immer weiter und die Werft verlor Kunden an Werften mit leistungsfähigeren Trawlern. Die Werft verlagerte ab 1953 ihre Haupttätigkeit auf das Reparaturgeschäft.
Noch einmal erhielt die Werft 1955 den Auftrag für den Bau einer Nachbildung einer Nao des 17. Jahrhunderts. Das beim Stapellauf 1960 auf den Namen São Vicente getaufte Schiff sollte wie die Portugal als schwimmender Werbeträger dienen, wurde aber nie fertiggestellt.
Mit dem Ende hölzerner Fischereischoner nach dem Zweiten Weltkrieg kam in Portugal auch der Gedanke auf, ein Schiff dieser Epoche als Museumsschiff zu erhalten. Ausgewählt wurde dazu die Hortense, ein 1929/30 auf den Moníca-Werften gebauter Dreimast-Gaffelschoner, der bis in die 1960er Jahre im Kabeljaufang eingesetzt worden war. Allerdings brannte die Hortense 1971 aus, bevor diese Pläne umgesetzt werden konnten.

### Beteiligung an Navalria und Ende der Werft
Am 27. Dezember 1977 gründeten die Werft Estaleiros São Jacinto aus São Jacinto, die Estaleiros Navais – Manuel Maria Bolais Mónica und Kabeljaufischer aus Aveiro die Werft Navalria, um das Gelände der Werft von Manuel Maria Bolais Mónica und insbesondere das Schwimmdock zu betreiben. Die Mónica-Werft reagierte damit auf die abnehmenden Aufträge im Holzschiffbau, während die Estaleiros São Jacinto aufgrund erschöpfter Kapazitäten in São Jacinto weitere Produktionsmöglichkeiten suchte. Mit der Betriebseinstellung der Mónica-Werften 1981 übernahm die Estaleiros São Jacinto deren Anteile an Navalria.

## Bauliste (Auswahl)
Eine Bauliste der Werft existiert bislang nicht in der Literatur – die aufgeführten Einträge enthalten eine Auswahl von Neubauten nach Baujahren. Keines der auf der Werft gebauten Schiffe ist erhalten.
| Name         | Jahr | Schiffstyp                        | Vermessung, Größe                  | Auftraggeber                             | Anmerkungen |
| ------------ | ---- | --------------------------------- | ---------------------------------- | ---------------------------------------- | --- |
| Portugália   | 1921 | Dreimastschoner, Fischereischoner | 234,9 BRT 43,0 Meter               | Empresa de Pesca Portugália, Lda.        | Einsatz im Kabeljaufang vor Neufundland, 1927 verkauft und umbenannt in Maria da Glória, 5. Juni 1942 von U94 auf der Neufundlandbank versenkt; |
| Hortense     | 1929 | Dreimastschoner, Fischereischoner | 373,63 BRT 51,80 Meter             | Parceria Geral de Pescarias, Lda.        | Einsatz im Kabeljaufang vor Neufundland, nach Ausscheiden aus Fischerei 1964 dem portug. Fischereimuseum als Museumsschiff geschenkt; am 27. Dezember 1971 ausgebrannt.                                                                                           |
| Santa Izabel | 1929 | Dreimastschoner, Fischereischoner | 345,24 BRT 41,73 Meter             | Empresa de Pesca de Aveiro, Lda.         | Einsatz im Kabeljaufang vor Neufundland, 1933 motorisiert, 1958 auf dem Rückweg von der Neufundlandbank im Sturm gesunken |
| Brites       | 1936 | Viermastschoner, Fischereischoner | 422,96 BRT 43,07 Meter             | Brites, Vaz & Irmãos, Lda.               | Einsatz im Kabeljaufang vor Neufundland, 29. Juni 1966 Schiffbruch vor Virgin Rocks, Neufundland; |
| Delães       | 1938 | Dreimastschoner, Fischereischoner | 415,46 BRT 43,90 Meter             | Empresa de Pesca de Bacalhau do Porto    | Einsatz im Kabeljaufang vor Neufundland, 11. September 1942 von U96 im Nordatlantik versenkt; |
| Portugal     | 1940 | Nao                               | 750 BRT 42,5 Meter                 | Portugiesische Regierung                 | Nachbildung einer Nao des 17. Jahrhunderts für die Ausstellung “portugiesische Welt” im Jahr 1940; beim Stapellauf gekentert, gehoben und repariert, 1941 nach schweren Sturmschäden zum Seeleichter Nazaré umgebaut, 1952 abgewrackt.                            |
| HMS Protest  | 1941 | Marinetrawler                     | 525 Tonnen Verdrängung 42,36 Meter | Royal Navy                               | Erstes Schiff der sechs für die britische Royal Navy gebauten hölzernen Trawler der Portugal-Klasse, Stapellauf 12. August 1941, Einsatz bei 127. Minesweeping Group in Grimsby, 1946 zivil verkauft; Verbleib unklar;                                            |
| HMS Prophet  | 1942 | Marinetrawler                     | 525 Tonnen Verdrängung 42,36 Meter | Royal Navy                               | Zweites Schiff der Portugal-Klasse, Stapellauf 2. April 1942, Einsatz bei 127. Minesweeping Group in Grimsby, 1946 zivil verkauft; Verbleib unklar; |
| HMS Prong    | 1942 | Marinetrawler                     | 525 Tonnen Verdrängung 42,36 Meter | Royal Navy                               | Drittes Schiff der Portugal-Klasse, Stapellauf 14. Juli 1942, Einsatz bei 127. Minesweeping Group in Grimsby, 1947 norweg. Prong, norweg. Sjøsterkø, 1948 zum Frachtschiff umgebaut, aber nicht in Fahrt, 1954 abgewrackt;                                        |
| HMS Proof    | 1942 | Marinetrawler                     | 525 Tonnen Verdrängung 42,36 Meter | Royal Navy                               | Viertes Schiff der Portugal-Klasse, Stapellauf 14. Juli 1942, 1946 zivil verkauft; Verbleib unklar; |
| HMS Property | 1942 | Marinetrawler                     | 525 Tonnen Verdrängung 42,36 Meter | Royal Navy                               | Fünftes Schiff der Portugal-Klasse, Stapellauf 28. August 1942, Einsatz bei 127. Minesweeping Group in Grimsby, 1946 zivil verkauft: Portrush, 1947 Property, 1955 norweg. Vaagness; 1958 versteigert und ausgeschlachtet, 1961 Rumpf als Wellenbrecher versenkt; |
| HMS Prowess  | 1943 | Marinetrawler                     | 525 Tonnen Verdrängung 42,36 Meter | Royal Navy                               | Sechstes und letztes Schiff der Portugal-Klasse; Juni 1946 verkauft: Umbau zum norweg. Frachtschiff Prowess, 1948 gestrandet, 1952 Wrack versteigert und ausgeschlachtet, Rumpf im Sunnfjord belassen;                                                            |
| Marianela    | 1943 | Motorfrachtschiff                 | 681 BRT 53,0 Meter                 | Empresa Continental de Navegação, Aveiro | größtes in Portugal gebautes hölzernes Frachtschiff; 10. Juni 1944 auf der Fahrt von Philadelphia nach Lissabon bei den Bermudas nach Sturmschaden gesunken; |
| São Vicente  | 1960 | Nao                               | 3000 Tonnen Verdrängung 65 Meter   | Sociedade Nau S. Vicente SARL            | Nachbildung einer Nao des 17. Jahrhunderts, Baubeginn 1956 für eigens gegründete Gesellschaft, um als schwimmende Leistungsschau der portug. Wirtschaft zu dienen, 1960 Stapellauf, nicht fertig gestellt, Verbleib unklar.                                       |